# Occupation allemande de l'Estonie pendant la Seconde Guerre mondiale
Pour les autres pays occupés par le Troisième Reich, voir Europe sous domination nazie.
L'occupation allemande de l'Estonie pendant la Seconde Guerre mondiale est la période durant laquelle le territoire de la République d'Estonie est occupé par l'Allemagne nazie entre 1941 et 1944. L’invasion débute en juillet 1941 dans le cadre de l'Opération Barbarossa, et s’achève en décembre avec la prise complète du territoire. L’Estonie est alors intégrée dans le Commissariat des terres de l'Est (Reichskommissariat Ostland) sous la forme du District général d’Estonie (Generalbezirk Estland). 
Succèdant à l'occupation soviétique de 1940-1941, l'occupation allemande interrompt ainsi le processus d'anéantissement de l'état estonien par l'URSS (le gouvernement estonien étant contraint à la clandestinité) et met fin aux campagnes de déportations et crimes commis par les autorités soviétiques contre la population civile. De fait, l'arrivée des allemands est d'abord accueillie positivement par une population civile profondement marquée et affaiblie par la violence soviétique.
Fait rare en Europe centrale et orientale, l'Allemagne accorde pour des raisons idéologiques une grande autonomie aux collaborateurs nationalistes locaux, en capitalisant sur leur sentiment d'humiliation, voire de revanche, contre l'Union soviétique. Les véritables intentions de l'Allemagne envers les estoniens (projet de germanisation de la population) sont mises de coté pour ne pas perdre le soutien des nationalistes. Si plusieurs milliers d'estoniens participent ainsi volontairement à l'effort de guerre allemand contre l'URSS, d'autres, membres de la police de sécurité et d'organisations paramilitaires, participent activement aux persécutions et exterminations menées contre les opposants et minorités ethniques, notamment les juifs locaux et étrangers, roms, prisonniers de guerres soviétiques et personnes suspectées de sympathie pour l'URSS. Les persécutions étaient ainsi motivés par l'excès de nationalisme et l'antisoviétisme, les idéologies comme le nazisme ou l'antisémitisme n'étant pas répandues en Estonie avant l'arrivée des allemands.
La création d'un gouvernement fantoche: l'auto-gouvernement d’Estonie (Eesti Omavalitsus); par les autorités d'occupation allemandes tente de refaire fonctionner la vie civile, comme les écoles ou les tribunaux. Les autorités et les collaborateurs tentent de créer un semblant de retour à la normale d'avant 1940, et dissimulent ou minimisent auprès de la population les crimes du régime envers les minorités en organisant de faux procès, ou inventant de faux motifs d'arrestations.
La population civile estonienne, affectée entre autres, par le manque de nourriture, découvre peu à peu le véritable visage de l'occupation allemande et perd confiance envers les autorités d'occupation dès 1942. Manquant de volontaires pour intégrer la machine de guerre allemande, les allemands ont finalement recours à la conscription forcée à partir de 1943, et des milliers d'estoniens préfèrent ainsi fuir en Finlande pour se battre contre les soviétiques. Les estoniens ne retournent se porter volontaire qu'en 1944, lors de l'appel à la mobilisation du gouvernement estonien (sorti de la clandestinité) au retour des soviétiques et à la défaite allemande imminente. L'Allemagne perd le contrôle d'une partie du territoire en juin 1944 et renonce à l'occupation de l'Estonie en septembre. Devant l'avancée des soviétiques, les troupes allemandes quittent définitivement le territoire estonien le 23 novembre 1944.
S'inscrivant plus généralement dans le contexte de l'occupation des pays baltes, la période d'occupation allemande a notamment été instrumentalisée à des fins de propagande par le régime soviétique lors de l'occupation du pays jusqu'en 1991. Après le rétablissement de l'indépendance de l'Estonie, elle fait l'objet de nombreux débats et controverses, notamment au sujet de la Shoah ou de la commémoration de soldats estoniens s'étant battus du coté allemand.

## Histoire

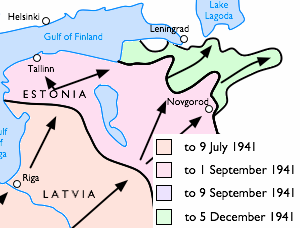
Avancée allemande en Lettonie, en Estonie et sur le front de Leningrad de juin à décembre 1941.

### Invasion de l'Estonie par l'Allemagne
L'Allemagne nazie envahit l'Union soviétique le 22 juin 1941. Trois jours plus tard, le 25 juin, la Finlande se déclare à nouveau en état de guerre avec l'URSS, déclenchant la guerre de Continuation. Le 3 juillet, Joseph Staline fait sa déclaration publique à la radio appelant à une politique de la terre brûlée dans les zones à abandonner. Notamment parce que les régions les plus septentrionales des États baltes ont été les dernières à être atteintes par les Allemands, c'est ici que les bataillons de destruction paramilitaires soviétiques ont eu leurs effets les plus dévastateurs. Les Frères de la forêt estoniens, au nombre d'environ 50 000, infligent de lourdes pertes aux Soviétiques restants ; pas moins de 4 800 seront tués et 14 000 capturés.
Même si les Allemands ne traversent la frontière sud de l'Estonie que du 7 au 9 juillet, les soldats estoniens, ayant déserté en grand nombre des unités soviétiques, ouvre le feu sur l'Armée rouge dès le 22 juin. Ce jour-là, un groupe de Frères de la Forêt attaquent des camions soviétiques sur une route du district de Harju. Le 22e corps de fusiliers soviétique est l'unité ayant perdu le plus d'hommes, car un grand groupe de soldats et d'officiers estoniens ont déserté. En outre, les gardes-frontières de l'Estonie soviétique étaient pour la plupart des personnes qui avaient auparavant travaillé pour l'Estonie indépendante, et, après avoir pris la fuite dans les forêts, ils deviendront l'un des meilleurs groupes de combattants estoniens. Un écrivain estonien Juhan Jaik écrit en 1941 : « De nos jours, les tourbières et les forêts sont plus peuplées que les fermes et les champs. Les forêts et les tourbières sont notre territoire tandis que les champs et les fermes sont occupés par l'ennemi [par exemple les Soviétiques] ».
La 8e armée (général de division Ljubovtsev), bas en retraite devant le 2e corps de l'armée allemande derrière le fleuve Pärnu — la ligne de la rivière Emajõgi le 12 juillet. Alors que les troupes allemandes approchent de Tartu le 10 juillet et se préparent à une autre bataille avec les Soviétiques, celles-ci se rendent compte que les partisans estoniens combattent déjà les troupes soviétiques. La Wehrmacht stoppe ainsi son avance et reste en retrait, laissant les Estoniens se battre. La bataille de Tartu dura deux semaines et détruisit la majeure partie de la ville. Sous la direction de Friedrich Kurg, les partisans estoniens chassèrent seuls les Soviétiques de Tartu. Entre-temps, les Soviétiques avaient assassiné des citoyens détenus dans la prison de Tartu, en tuant 192 avant que les Estoniens ne s'emparent de la ville.
Fin juillet, les Allemands reprennent leur avance en Estonie en collaboration avec les Frères de la Forêt estoniens. Les troupes allemandes et les partisans estoniens prennent Narva le 17 août et la capitale estonienne Tallinn le 28 août. Ce jour-là, le drapeau soviétique abattu plus tôt sur Pikk Hermann est remplacé par le drapeau de l'Estonie par Fred Ise. Après la fuite des Soviétiques chassés d'Estonie, les troupes allemandes désarment la totalité des groupes partisans. Le drapeau estonien est bientôt remplacé par le drapeau de l'Allemagne nazie, et le groupe de 2 000 soldats estoniens ayant participé au défilé à Tartu (le 29 juillet) est dissous.

### Mise en place du régime d'occupation
La plupart des Estoniens accueillent les Allemands à bras relativement ouverts et espèrent le rétablissement de l'indépendance. L'Estonie met en place une administration, dirigée par Jüri Uluots, dès le retrait du régime soviétique et avant l'arrivée des troupes allemandes, rendu possible par les partisans estoniens ayant chassé l'Armée rouge de Tartu. Cependant, cela est de courte durée car les Allemands mettent en œuvre leurs plans comme indiqué dans Generalplan Ost. Le gouvernement provisoire est dissous et l'Estonie devient une partie du Reichskommissariat Ostland occupée par les Allemands. La Sicherheitspolizei est créée pour la sécurité intérieure sous la direction d'Ain-Ervin Mere.
En avril 1941, à la veille de l'invasion allemande, Alfred Rosenberg, ministre du Reich pour les territoires occupés de l'Est, un Allemand balte, né et élevé à Tallinn, en Estonie, expose ses plans pour l'Est. Selon Rosenberg, une future politique est créée :
1. Germanisation (Eindeutschung) des éléments « racialement appropriés ».
2. Colonisation par les peuples germaniques.
3. Exil, déportations d'éléments indésirables.

Rosenberg estime que « les Estoniens étaient les plus germaniques parmi les habitants de la région baltique, ayant déjà atteint 50 pour cent de germanisation grâce à l'influence danoise, suédoise et allemande ». Les Estoniens inadaptés devaient être déplacés vers une région que Rosenberg appelait « Peipusland » pour faire de la place aux colons allemands.
L'élimination de 50 % des Estoniens était conforme au plan nazi Generalplan Ost, l'élimination de la communauté juive n'était que le début.
L'enthousiasme initial qui accompagne la libération de l'occupation soviétique diminue rapidement ; en conséquence, les Allemands ont eu un succès limité dans le recrutement de volontaires. Le projet est introduit en 1942, ce qui entraîne la fuite de 3 400 hommes en Finlande pour combattre dans l'armée finlandaise plutôt que de rejoindre les Allemands. Le Régiment d'infanterie finlandais 200 (estonien : soomepoisid 'boys of Finland') est formé à partir de volontaires estoniens en Finlande.
La victoire alliée sur l'Allemagne devenant certaine en 1944, la seule option pour sauver l'indépendance de l'Estonie était d'éviter une nouvelle invasion soviétique de l'Estonie jusqu'à la capitulation de l'Allemagne.

## Organisation militaire

### Incorporation d'Estoniens dans les unités militaires allemandes
Malgré l'annexion complète de l'Estonie par l'URSS en 1940, elle ne sera jamais reconnue internationalement sauf par les pays du bloc de l'Est. Après l'annexion, les Estoniens sont soumis à la conscription dans l'Armée rouge, ce qui, en vertu du droit international, est illégal si l'Estonie n'est pas considérée comme faisant partie de l'URSS. Lorsque les Soviétiques sont chassés d'Estonie et que l'Allemagne l'occupe à son tour entièrement à l'été 1941, les Allemands continuent la pratique de conscription d'hommes estoniens, même si une partie rejoindra volontairement l'armée allemande, souvent par désir de combattre l'URSS, après l'introduction de son système économique marxiste et de sa dictature. Jusqu'en mars 1942, les Estoniens  enrolés servaient principalement à l'arrière du groupe d'armées de sécurité Nord. Le 28 août 1942, les puissances allemandes annoncent l'incorporation de la soi-disant « Légion estonienne » au sein de la Waffen-SS. L'Oberführer Franz Augsberger est nommé commandant de cette légion. Jusqu'à la fin de 1942, environ 1 280 hommes se portent volontaires dans le camp d'entraînement. Le « bataillon Narwa », formé à partir des 800 premiers hommes de la Légion à avoir achevé leur formation à Heidelager, est déployé en avril 1943 pour rejoindre la division SS « Wiking » en Ukraine. Ils remplacent le bataillon de volontaires finlandais rappelé en Finlande pour des raisons politiques. En mars 1943, une mobilisation partielle est menée en Estonie au cours de laquelle 12 000 hommes sont enrôlés dans les SS. Le 5 mai 1943, la 3e brigade Waffen-SS (estonienne), une autre unité entièrement estonienne, est formée et envoyée au front près de Nevel.

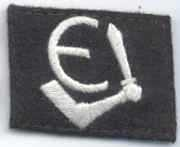
Insigne divisionnaire de la 20e division SS (estonienne n° 1).

En janvier 1944, le front est repoussé par l'Armée rouge quasiment jusqu'à l'ancienne frontière estonienne. Jüri Uluots, le dernier Premier ministre constitutionnel de la république d'Estonie et chef du gouvernement clandestin estonien prononce un discours à la radio le 7 février, implorant tous les hommes valides nés de 1904 à 1923 de se présenter au service militaire dans les SS (avant cela, Uluots s'était opposé à toute mobilisation allemande des Estoniens). À la suite du communiqué d'Uluots, 38 000 conscrits bloquent les centres d'enregistrement. Plusieurs milliers d'Estoniens qui s'étaient portés volontaires pour rejoindre l'armée finlandaise sont transférés à travers le golfe de Finlande pour rejoindre la Force de défense territoriale nouvellement formée, chargée de défendre l'Estonie contre l'avancée soviétique. Le nombre maximum d'Estoniens enrôlés dans les unités militaires nazi-allemandes était de 70 000. La formation initiale de la Légion estonienne volontaire créée en 1942 est finalement élargie pour devenir une division de conscrits de taille normale de la Waffen SS en 1944, la 20e division SS (estonienne n° 1). Des unités composées en grande partie d'Estoniens — souvent sous la direction d'officiers allemands — participent à l'action sur la ligne Narva tout au long de 1944. De nombreux Estoniens espèrent ainsi avoir le soutien des Alliés, et finalement une restauration de leur indépendance de l'entre-deux-guerres, en résistant à la réoccupation soviétique de leur pays. Ils n'obtiennent cependant aucun soutien, ni même sympathie des Alliés à cause de leur combat sous les drapeaux nazis.
Le 2 février 1944, les unités d'avant-garde de la 2e armée de choc atteignent la frontière de l'Estonie dans le cadre de l'offensive Kingisepp-Gdov qui débuta le 1er février. Le maréchal Walter Model est nommé chef du groupe d'armées Nord, au moment du lancement de l'offensive soviétique Narva (15-28 février 1944), dirigée par le général soviétique Leonid Govorov, commandant du front de Leningrad. Le 24 février, jour de l'indépendance de l'Estonie, la contre-attaque de la soi-disant division estonienne pour briser les têtes de pont soviétiques est mis en œuvre. Un bataillon d'Estoniens dirigé par Rudolf Bruus détruit une tête de pont soviétique. Un autre bataillon d'Estoniens dirigé par Ain-Ervin Mere réussit à briser une autre tête de pont, à Vaasa-Siivertsi-Vepsaküla, avant l'achèvement des opérations le 6 mars. Le front de Leningrad concentre notamment 9e corps à Narva contre 7 divisions et une brigade. Le 1er mars, l'offensive soviétique Narva (1er–4 mars 1944) débute en direction d'Auvere. Le 658e bataillon de l'Est dirigé par Alfons Rebane et le 659e bataillon de l'Est commandé par Georg Sooden sont impliqués dans la défaite de l'opération. Le 17 mars, vingt divisions soviétiques attaquent à nouveau sans succès les trois divisions d'Auvere. Le 7 avril, la direction de l'Armée rouge ordonne de se mettre sur la défensive. En mars, les Soviétiques mènent une compagne de bombardements contre les villes d'Estonie, notamment le bombardement de Tallinn le 9 mars.
Le 24 juillet, les Soviétiques lancent une nouvelle offensive sur Narva (juillet 1944) en direction d'Auvere. Le 1er bataillon (Sturmbannführer Paul Maitla) du 45e régiment dirigé par Harald Riipalu et les fusiliers (anciennement « Narva »), sous la direction de Hatuf Hando Ruus, sont impliqués dans la répression de l'attaque. Finalement, Narva est évacuée et un nouveau front est installé sur la ligne Tannenberg dans les collines de Sinimäed.
Le premier août, le gouvernement finlandais et le président Ryti devaient démissionner. Le lendemain, Aleksander Warma, l'ambassadeur d'Estonie en Finlande (1939–1940 (1944)) annonce que le Comité national de la République estonienne avait envoyé un télégramme demandant au régiment de volontaires estonien de retourner pleinement en Estonie équipé. Le lendemain, le gouvernement finlandais reçoit une lettre des Estoniens, signée au nom de « toutes les organisations nationales d'Estonie » par Aleksander Warma, Karl Talpak et plusieurs autres, soutenant la demande. On annonce alors la dissolution du régiment et les volontaires sont libres de rentrer chez eux. Un accord, conclu avec les Allemands et les Estoniens, se voyait promettre une amnistie s'ils choisissaient de revenir et de combattre dans les SS. Dès leur débarquement, le régiment est envoyé pour effectuer une contre-attaque contre le 3e front balte soviétique, qui réussit une percée sur le front de Tartu, et menace la capitale Tallinn.
Après l'échec d'une tentative de franchissement de la ligne Tannenberg, la lutte principale est menée au sud du lac Peipus. Près de Tartu, le 3e front balte est arrêté par le Kampfgruppe « Wagner » qui implique des groupes militaires envoyés de Narva sous le commandement d'Alfons Rebane et Paul Vent et le 5e Sturmbrigade « Wallonien » dirigé par Léon Degrelle.
Le 19 août 1944, Jüri Uluots, dans une émission de radio, somme l'Armée rouge d'arrêter son offensive et à conclure un accord de paix.
Lorsque la Finlande arrête la guerre le 4 septembre 1944, conformément à son accord de paix avec l'URSS, la défense de l'Estonie devient pratiquement impossible et le commandement allemand décide de s'en retirer. La résistance contre les Soviétiques se poursuit dans l'archipel de Moonsund jusqu'au 23 novembre 1944, lorsque les Allemands évacuent la péninsule de Sõrve. Selon les données soviétiques, la conquête du territoire de l'Estonie leur a coûté 126 000 victimes. Certains contestent les chiffres officiels et soutiennent qu'un nombre plus réaliste est de 480 000 pour la bataille de Narva uniquement, compte tenu de l'intensité des combats sur le front. Du côté allemand, leurs propres données font état de 30 000 morts, que certains ont également considérés comme sous-estimés, mentionnant au minimum 45 000.

## Administration civile

### Commissariat général
En 1941, l'Estonie est occupée par les troupes allemandes et après une brève période de régime militaire - dépendant des commandants du groupe d'armées Nord (en URSS occupée) — une administration civile allemande est créée et l'Estonie est organisée en tant que « général Kommissariat », devenant peu après partie du Reichskommissariat Ostland.

#### Generalkommissar
(subordonné au Reichskommissar Ostland)
- 1941–1944 SA-Obergruppenfuhrer Karl Sigismund Litzmann (1893)

#### SS und Polizeiführer
(responsable de la sécurité intérieure et de la guerre contre la résistance - directement subordonné à la HSSPF d'Ostland, et non au général)
- 1941–1944 SS-Oberführer Hinrich Möller (1906–1974)
- 1944 SS-Brigadeführer Walter Schröder (1902-1973)

#### Lagerkommandant
(responsable du fonctionnement de tous les camps de concentration au sein du Reichskommissariat Ostland)
- SS-Hauptsturmführer Hans Aumeier

### Auto-administration estonienne de collaboration
L'auto-administration (estonien : Eesti Omavalitsus), également connu sous le nom de « Direction », était le gouvernement fantoche mis en place en Estonie pendant son occupation par l'Allemagne nazie. Selon la Commission internationale estonienne d'enquête sur les crimes contre l'humanité :

« Bien que la Direction ne dispose pas d'une totale liberté d'action, elle exerce une autonomie significative, dans le cadre de la politique allemande, politique, raciale et économique. Par exemple, les administrateurs ont exercé leurs pouvoirs conformément aux lois et règlements de la république d'Estonie, mais uniquement dans la mesure où ceux-ci n'avaient pas été abrogés ou modifiés par le commandement militaire allemand. »

#### Directeurs
Directeur général
- 1941–1944 Hjalmar Mäe (1901–1978)

Directeur des affaires intérieures
- 1941–1944 Oskar Angelus (1892–1979)

Directeurs de la justice
- 1941–1943 Hjalmar Mäe
- 1943–1944 Oskar Öpik

Directeur des finances
- 1941-1944 Alfred Wendt (1902)

## Crimes et massacres contre les civils

### Shoah

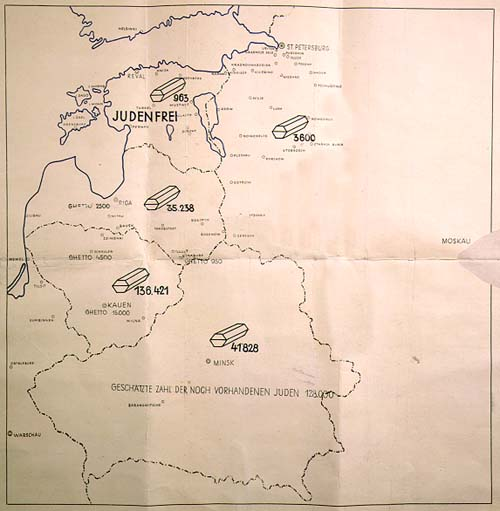
Carte issue du rapport adressé au RSHA à Berlin par Stahlecker en octobre 1941, intitulé « Exécutions des Juifs menées par l'Einsatzgruppen A ». L'Estonie est judenfrei (vide (ou libre) de Juifs.

Le processus de colonisation juive en Estonie débute au XIXe siècle, lorsqu'en 1865 Alexandre II de Russie leur accorde le droit de s'établir dans la région. La création de la république d'Estonie en 1918 marque le début d'une nouvelle ère pour les Juifs. Environ 200 Juifs se sont battus pour la création de la république d'Estonie et 70 de ces hommes étaient des volontaires. Dès les premiers jours de son existence en tant qu'État, l'Estonie montre sa tolérance envers tous les peuples habitant ses territoires. Le 12 février 1925, le gouvernement estonien adopte une loi relative à l'autonomie culturelle des peuples minoritaires. La communauté juive a rapidement préparé sa demande d'autonomie culturelle. Des statistiques sur les citoyens juifs ont été compilées. Ils totalisent 3 045 personnes, satisfaisant à l'exigence minimale de 3 000 pour l'autonomie culturelle. En juin 1926, le Conseil culturel juif est élu et l'autonomie culturelle juive déclarée. L'autonomie culturelle juive était d'un grand intérêt pour la communauté juive mondiale. La Fondation nationale juive a remis au gouvernement estonien un certificat de gratitude pour cette réalisation.
Il y a, au moment de l'occupation soviétique en 1940, environ 4 000 Juifs estoniens. L'autonomie culturelle juive est immédiatement abolie. Les institutions culturelles juives sont fermées. Beaucoup de Juifs sont déportés en Sibérie avec d'autres Estoniens par les Soviétiques. On estime que 350 à 500 Juifs ont subi ce sort,,. Environ les trois quarts de la communauté juive estonienne réussissent à quitter le pays pendant cette période. Sur les quelque 4 300 Juifs d'Estonie avant la guerre, près de 1 000 seront exterminés par les nazis,.
Les rafles et les massacres de Juifs débutent immédiatement après l'arrivée des premières troupes allemandes en 1941, suivies de près par l'équipe d'extermination Sonderkommando 1a sous Martin Sandberger, une partie de l'Einsatzgruppe A dirigée par Walter Stahlecker. Les arrestations et les exécutions se poursuivent alors que les Allemands, avec l'aide de collaborateurs locaux, avancent à travers l'Estonie.

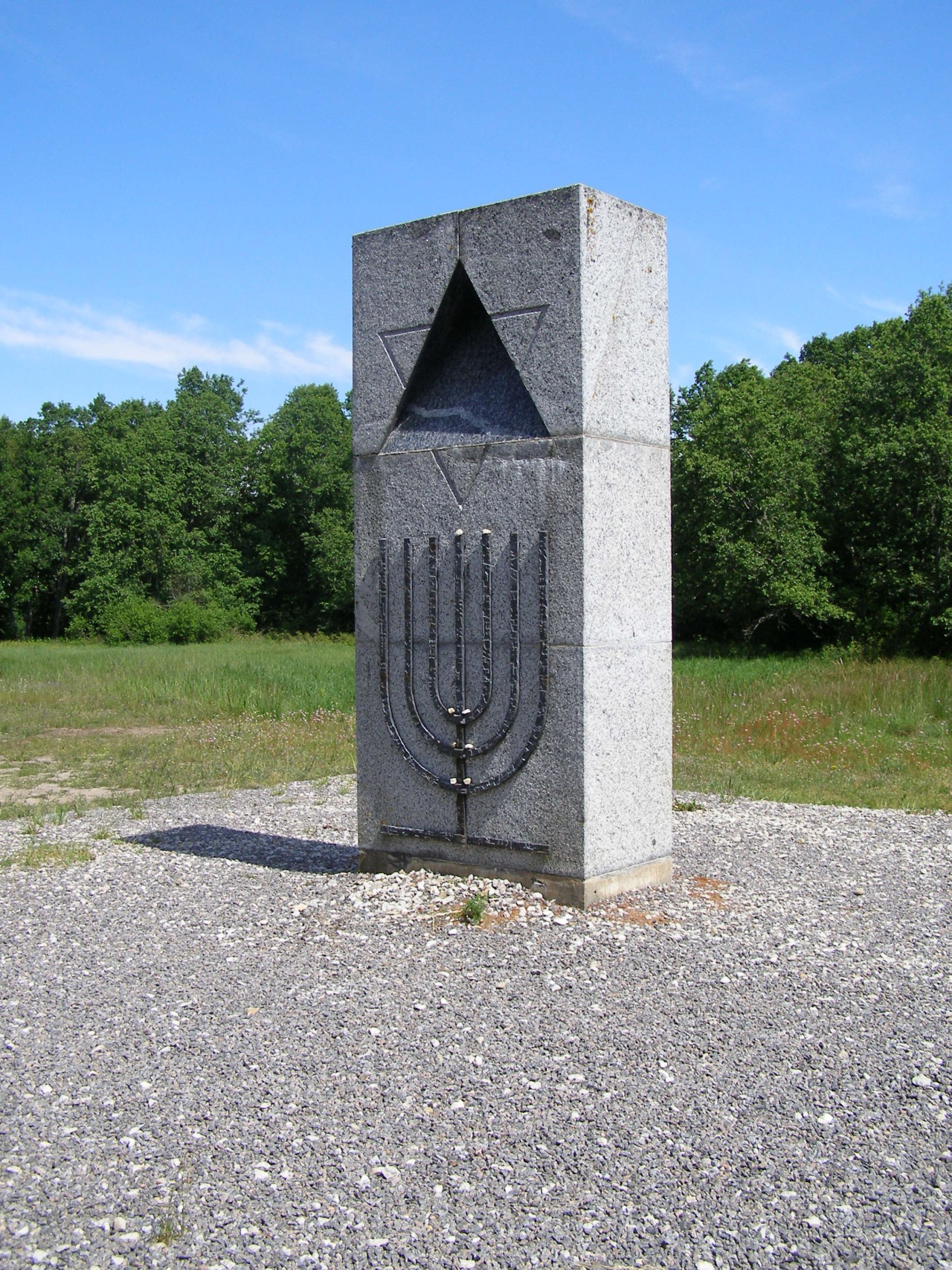
Mémorial de l'Holocauste sur le site de l'ancien camp de concentration de Klooga, inauguré le 24 juillet 2005.

La formulation standard utilisée pour les opérations de « nettoyage » était l'arrestation « en raison d'activité communiste ». Cette corrélation entre juifs et communistes satisfaisait certains estoniens, mais d'autres ont souvent soutenu que leurs collègues et amis juifs n'étaient pas communistes et ont fourni des preuves de leurs comportements pro-estonien dans l'espoir de les faire libérer.
L'Estonie est déclarée Judenfrei assez tôt par le régime d'occupation allemand à la conférence de Wannsee. Les Juifs restés en Estonie (921 selon Martin Sandberger, 929 selon Evgenia Goorin-Loov et 963 selon Walter Stahlecker) ont été tués. On sait que moins d'une douzaine de Juifs estoniens ont survécu à la guerre en Estonie. Le régime nazi a également établi 22 camps de concentration et de travail sur le territoire estonien occupé pour les juifs étrangers. Le plus grand camp de concentration de Vaivara abritait 1 300 prisonniers en même temps, la plupart juifs provenant de toute l'Europe, et quelques russes et estoniens. Plusieurs milliers de Juifs étrangers ont été tués au camp de Kalevi-Liiva. Quatre Estoniens portant la responsabilité la plus lourde pour les meurtres de Kalevi-Liiva ont été accusés lors de procès pour crimes de guerre en 1961. Deux ont été exécutés par la suite, tandis que les autorités d'occupation soviétiques n'ont pas pu porter plainte contre deux autres vivant en exil. Il y eut 7 Estoniens de souche (Ralf Gerrets, Ain-Ervin Mere, Jaan Viik, Juhan Jüriste, Karl Linnas, Aleksander Laak et Ervin Viks) qui furent jugés pour crimes contre l'humanité. Depuis le rétablissement de l'indépendance estonienne, des stèles ont été mis en place pour le 60e anniversaire des exécutions de masse ayant eu lieu dans les camps de Lagedi, Vaivara et Klooga (Kalevi-Liiva) en septembre 1944.
Trois Estoniens ont été honorés parmi les Justes parmi les Nations : Uku Masing et son épouse Eha Masing et Polina Lentsman.

## Opposition à l'occupation allemande

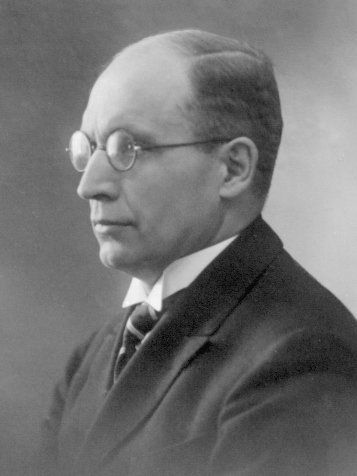
Jüri Uluots.

En juin 1942, les dirigeants politiques d'Estonie ayant survécu aux répressions soviétiques tiennent une réunion secrète où la formation d'un gouvernement estonien clandestin et les options pour préserver la continuité de la république sont notamment discutées.
Le 6 janvier 1943, une réunion a lieu à la délégation estonienne à Stockholm. Il est décidé que, afin de préserver la continuité juridique de la république d'Estonie, le dernier Premier ministre constitutionnel, Jüri Uluots, continue à assumer ses responsabilités de Premier ministre.
En juin 1944, l'assemblée électorale de la république d'Estonie se réunit en secret à Tallinn et nomme Jüri Uluots au poste de Premier ministre avec les responsabilités du président. Le 21 juin, Jüri Uluots nomme Otto Tief vice-Premier ministre.
Alors que les Allemands se retirent du pays le 18 septembre 1944, Jüri Uluots forme un gouvernement dirigé par le vice-premier ministre, Otto Tief. Le 20 septembre, le drapeau nazi flottant sur Pikk Hermann (tour surplombant Tallinn) est remplacé par le drapeau tricolore de l'Estonie. Le 22 septembre, l'Armée rouge prend Tallinn et le drapeau estonien sur Pikk Hermann est remplacé par le drapeau soviétique. Le gouvernement clandestin estonien, pas officiellement reconnus ni par l'Allemagne nazie, ni par l'Union soviétique, fuit à Stockholm, en Suède, et opère en exil jusqu'en 1992, lorsque Heinrich Mark (en), Premier Ministre de ce gouvernement estonien en exil, présente ses lettres de créance au président nouvellement élu de l'Estonie, Lennart Meri. Le 23 février 1989, le drapeau de la république socialiste soviétique d'Estonie est abaissé sur Pikk Hermann, avant d'être remplacé par le drapeau tricolore de l'Estonie pour commémorer le jour de la déclaration de l'indépendance de l'Estonie le 24 février 1919.

## Mémoire et controverses
Les opinions divergent sur l'histoire de l'Estonie pendant la Seconde Guerre mondiale et après l'occupation par l'Allemagne nazie.
- Selon le point de vue estonien, l'occupation de l'Estonie par l'Union soviétique a duré cinq décennies, seulement interrompue par l'invasion nazie de 1941-1944[21]. Les représentants estoniens au Parlement européen ont même présenté une proposition de résolution reconnaissant les 48 années d'occupation comme un fait[22]. La version finale de la résolution du Parlement européen reconnait la perte d'indépendance de l'Estonie de 1940 à 1991 et que l'annexion de l'Estonie par l'Union soviétique était considérée comme illégale par les démocraties occidentales[23].
- La position du gouvernement russe : la Russie nia l'annexion illégale de l'Union soviétique des républiques baltes de Lettonie, de Lituanie et d'Estonie en 1940. D'après le chef des affaires européennes du Kremlin, Sergueï Yastrzhembsky : « Il n'y a pas eu d'occupation[24] ». Les responsables de l'État russe considèrent les événements survenus en Estonie à la fin de la Seconde Guerre mondiale comme la libération du fascisme par l'Union soviétique[25].
- Selon un vétéran estonien de la Seconde Guerre mondiale, Ilmar Haaviste, ayant combattu du côté allemand : « Les deux régimes étaient mauvais — il n'y avait aucune différence entre les deux sauf que Staline était plus rusé. »
- Selon un vétéran de la Seconde Guerre mondiale, l'Estonien Arnold Meri ayant combattu du côté soviétique : « La participation de l'Estonie à la Seconde Guerre mondiale était inévitable. Chaque Estonien n'avait qu'une seule décision à prendre : de quel côté prendre part à ce combat sanglant - la coalition nazie ou anti-hitlérienne. »
- Selon un ancien combattant de la Seconde Guerre mondiale, un Russe ayant combattu du côté soviétique en Estonie répondant à une question:comment vous sentez-vous lorsqu'on vous traite d'« occupant » ? Viktor Andreyev : « La moitié croient une chose, la moitié en croit une autre. C'est dans le cours des choses[26]. »

En 2004, une controverse concernant les événements de la Seconde Guerre mondiale en Estonie a entouré le monument de Lihula.
En avril 2007, les points de vue divergeant sur l'histoire de la Seconde Guerre mondiale en Estonie se sont concentrés sur le soldat de bronze de Tallinn.

### Implication des unités militaires estoniennes dans des crimes contre l'humanité
La Commission internationale estonienne d’enquête sur les crimes contre l’humanité a passé en revue le rôle des unités militaires et des bataillons de police estoniens afin d’identifier le rôle des unités militaires et des bataillons de police estoniens lors de la Seconde Guerre mondiale dans les crimes contre l’humanité.
Les conclusions de la Commission internationale estonienne d'enquête sur les crimes contre l'humanité sont disponibles en ligne. Il est noté qu'il existe des preuves de l'implication des unités estoniennes dans des crimes contre l'humanité et des actes de génocide ; cependant, la commission note :

« Étant donné la fréquence à laquelle les unités de police ont changé de personnel, la Commission ne pense pas que l'appartenance aux unités citées, ou à une unité spécifique, soit, à elle seule, la preuve de l'implication dans des crimes. Cependant, les personnes qui ont servi dans les unités lors de la commission de crimes contre l'humanité doivent être tenues pour responsables de leurs propres actes. »